# 't Mun
't Mun is een buurtschap in de gemeente Maashorst in de Nederlandse provincie Noord-Brabant. De buurtschap valt onder het dorp Schaijk en ligt tussen de A50 en de N324. Onder 't Mun vallen de Munstraat, de Koekampweg, de Breeter, de Bernestraat, een deel van de Palmstraat en twee huizen van de Rijksweg. De buurtschap telt ongeveer dertig huizen.
't Mun (of Mun) is van oorsprong een boerenbuurtschap, waar hedendaags nog maar één boerderij van over is. De vroegere bevolking was arm en leefde in grote families in vervallen boerderijen. Tegenwoordig wonen er o.a. artsen, apothekers en verzekeringsagenten.
De oudst bekende vermelding van 't Mun is te vinden in een oorkonde uit 1253.

## Monument Mun
Naar aanleiding van het 750-jarig bestaan van 't Mun is in 2003 een monument opgericht. Het monument betreft een zonnewijzer en is ontworpen door Chris Doomernik. Samen met het naastgelegen bankje doet het dienst als een rustplaats voor fietsers.

## Trivia
- De oude meubelfabriek Landerd was lange tijd een kenmerk van 't Mun. Na een paar jaar leegstand is het rond 2014 weer in gebruik genomen.
- De oudste woonboerderij van 't Mun is 'De Munse Hof', een witte boerderij met blauwe luiken die stamt uit 1870. Het huis ligt in een soort kuil en diende tijdens de Tweede Wereldoorlog ook als onderkomen voor zo'n 70 Engelse soldaten.